# براتعلی غلامی
براتعلی غلامی (زاده ۱۳۲۸ اصفهان) سرتیپ ارتش جمهوری اسلامی ایران است، که در فاصله سالهای ۱۳۷۴ تا ۱۳۸۰ فرماندهی پدافند هوایی ارتش ایران را برعهده داشت. وی هم‌اکنون از مشاوران نظامی فرمانده کل قوا است. غلامی فعالیت نظامی را از سال ۱۳۵۱ در ارتش شاهنشاهی ایران آغاز کرد. او در طول جنگ ایران و عراق از اعضای ارتش بود و به‌علت خدماتش در جنگ، نشان فتح درجه ۲ دریافت نمود. وی در خلال جدا شدن پدافند هوایی از نیروی هوایی، از فرماندهان ارشد پدافند بود.

## زندگی‌نامه
براتعلی غلامی در سال ۱۳۴۸ وارد دانشگاه افسری شد و در سال ۱۳۵۱ از این دانشگاه فارغ‌التحصیل گردید. او پس از گذراندن دوره‌های تخصصی پدافند هوایی، دوره‌های آموزش عالی و دافوس در ایران و آمریکا، دوره دکتری را در دانشگاه عالی دفاع ملی به پایان رساند. او به‌طور مستمر در جبهه‌های جنگ ایران و عراق حضور داشته و از هم‌رزمان عباس بابایی و منصور ستاری بوده‌است.
از جمله مشاغل وی می‌توان به فرماندهی آتشبار هاگ در هاشم‌آباد، فرماندهی گردان هاگ در ماهشهر، فرماندهی گروه پدافند هوایی در امیدیه، تبریز و خارک، معاون هماهنگ‌کننده پدافند هوایی کل کشور و معاون هماهنگ‌کننده نیروی هوایی اشاره کرد. او در بهمن ماه ۱۳۶۸ نشان فتح درجه ۲ دریافت نمود و از سال ۱۳۷۴ تا ۱۳۸۰ فرماندهی پدافند هوایی ارتش را برعهده داشت.